# Ólvega
Ólvega – gmina w Hiszpanii, w prowincji Soria, w Kastylii i León, o powierzchni 98,77 km². W 2011 roku gmina liczyła 3861 mieszkańców.